# 遂宁公主
遂宁公主（?—?），唐懿宗女，唐僖宗第十一妹，《新唐书》（卷八十三·公主传）没有记载她的事迹，母不详。

## 生平
除崔致远的《唐文拾遗 卷三十四 贺封公主表》记载，某年十月十日曾与僖宗的女儿唐兴公主和永平公主同封为公主外，再无其它事迹记载。